# Équipe des États-Unis de Fed Cup
L'équipe des États-Unis de Fed Cup est l’équipe qui représente les États-Unis lors de la compétition de tennis féminin par équipe nationale appelée Fed Cup (ou « Coupe de la Fédération » entre 1963 et 1994).
Elle est constituée d'une sélection des meilleures joueuses de tennis américaines du moment sous l’égide de la Fédération américaine de tennis.
Avec dix-huit succès (dont sept de suite entre 1976 et 1982) en vingt-neuf finales, l'équipe des États-Unis détient le record de victoires dans cette compétition.

## Résultats par année

### 1963 - 1969
- 1963 (4 tours, 16 équipes) : après une victoire au 1er tour contre l’Italie, les Pays-Bas en 1/4 de finale et la Grande-Bretagne en 1/2 finale, les États-Unis l’emportent en finale contre l’Australie.

| Australie - États-Unis - 1 : 2 |                              |                                  |                 |
| 1                              | Margaret Smith               | Darlene Hard                     | 6-3, 6-0        |
| 1                              | Lesley Turner                | Billie Jean Moffitt              | 7-5, 0-6, 3-6   |
| 1                              | Margaret Smith Lesley Turner | Darlene Hard Billie Jean Moffitt | 3-6, 13-11, 3-6 |

- 1964 (5 tours, 20 équipes) : après un « bye » au 1er tour, une victoire contre l’Irlande au 2e tour, l’Argentine en 1/4 de finale et la Grande-Bretagne en 1/2 finale, les États-Unis s'inclinent en finale contre l’Australie.

| États-Unis - Australie - 1 : 2 |                                  |                              |               |
| 1                              | Billie Jean Moffitt              | Margaret Smith               | 2-6, 3-6      |
| 1                              | Nancy Richey                     | Lesley Turner                | 5-7, 1-6      |
| 1                              | Billie Jean Moffitt Karen Susman | Margaret Smith Lesley Turner | 4-6, 7-5, 6-1 |

- 1965 (4 tours, 11 équipes) : après un « bye » au 1er tour, une victoire contre l’Italie en 1/4 de finale et la Grande-Bretagne en 1/2 finale, les États-Unis s'inclinent en finale contre l’Australie.

| Australie - États-Unis - 2 : 1 |                            |                                     |               |
| 1                              | Lesley Turner              | Carole Caldwell                     | 6-3, 2-6, 6-3 |
| 1                              | Margaret Smith             | Billie Jean Moffitt                 | 6-4, 8-6      |
| 1                              | Margaret Smith Judy Tegart | Carole Caldwell Billie Jean Moffitt | 5-7, 6-4, 4-6 |

- 1966 (5 tours, 21 équipes) : après un « bye » au 1er tour, une victoire contre la Suède au 2e tour, la France en 1/4 de finale et la Grande-Bretagne en 1/2 finale, les États-Unis l’emportent en finale contre l’Allemagne de l'Ouest.

| États-Unis - Allemagne de l'Ouest - 3 : 0 |                                  |                            |               |
| 1                                         | Julie Heldman                    | Helga Masthoff             | 4-6, 7-5, 6-1 |
| 1                                         | Billie Jean King                 | Edda Buding                | 6-3, 3-6, 6-1 |
| 1                                         | Carole Caldwell Billie Jean King | Edda Buding Helga Schultze | 6-4, 6-2      |

- 1967 (5 tours, 17 équipes) : après un « bye » au 1er tour, une victoire contre la Rhodésie au 2e tour, l’Afrique du Sud en 1/4 de finale et l’Allemagne de l'Ouest en 1/2 finale, les États-Unis l’emportent en finale contre la Grande-Bretagne.

| Grande-Bretagne - États-Unis - 0 : 2 |                                |                               |               |
| 1                                    | Virginia Wade                  | Rosie Casals                  | 7-9, 6-8      |
| 1                                    | Ann Haydon-Jones               | Billie Jean King              | 3-6, 4-6      |
| 1                                    | Ann Haydon-Jones Virginia Wade | Rosie Casals Billie Jean King | 8-6, 7-9, ab. |

- 1968 (5 tours, 23 équipes) : après un « bye » au 1er tour, une victoire contre la Suisse au 2e tour et la France en 1/4 de finale, les États-Unis s'inclinent en 1/2 finale contre les Pays-Bas.
- 1969 (5 tours, 20 équipes) : après un « bye » au 1er tour, une victoire contre la Yougoslavie au 2e tour, l’Italie en 1/4 de finale et les Pays-Bas en 1/2 finale, les États-Unis l’emportent en finale contre l’Australie.

| Australie - États-Unis - 1 : 2 |                                  |                                 |          |
| 1                              | Margaret Smith Court             | Julie Heldman                   | 6-1, 8-6 |
| 1                              | Kerry Melville                   | Nancy Richey                    | 4-6, 3-6 |
| 1                              | Margaret Smith Court Judy Tegart | Peaches Bartkowicz Nancy Richey | 4-6, 4-6 |

### 1970 - 1979
- 1970 (5 tours, 22 équipes) : après un « bye » au 1er tour, une victoire contre la Yougoslavie au 2e tour et l’Afrique du Sud en 1/4 de finale, les États-Unis s'inclinent en 1/2 finale contre l’Allemagne de l'Ouest.
- 1971 (4 tours, 14 équipes) : après une victoire au 1er tour contre l’Italie et l’Afrique du Sud en 1/4 de finale, les États-Unis s'inclinent en 1/2 finale contre la Grande-Bretagne.
- 1972 (5 tours, 31 équipes) : après une victoire au 1er tour contre la Rhodésie, l’Uruguay au 2e tour et les Pays-Bas en 1/4 de finale, les États-Unis s'inclinent en 1/2 finale contre l’Afrique du Sud.
- 1973 (5 tours, 30 équipes) : après une victoire au 1er tour contre l’Italie et la Corée du Sud au 2e tour, les États-Unis s'inclinent en 1/4 de finale contre l’Allemagne de l'Ouest.
- 1974 (5 tours, 29 équipes) : après un « bye » au 1er tour, une victoire contre la Pologne au 2e tour, la France en 1/4 de finale et l’Allemagne de l'Ouest en 1/2 finale, les États-Unis s'inclinent en finale contre l’Australie.

| Australie - États-Unis - 2 : 1 |                              |                            |               |
| 1                              | Evonne Goolagong             | Julie Heldman              | 6-1, 7-5      |
| 1                              | Dianne Fromholtz             | Jeanne Evert               | 6-2, 5-7, 4-6 |
| 1                              | Evonne Goolagong Janet Young | Julie Heldman Sharon Walsh | 7-5, 8-6      |

- 1975 (5 tours, 31 équipes) : après une victoire au 1er tour contre la Suisse, la Suède au 2e tour et l’Afrique du Sud en 1/4 de finale, les États-Unis s'inclinent en 1/2 finale contre l’Australie.
- 1976 (5 tours, 32 équipes) : après une victoire au 1er tour contre  Israël, la Yougoslavie au 2e tour, la Suisse en 1/4 de finale et les Pays-Bas en 1/2 finale, les États-Unis l’emportent en finale contre l’Australie.

| États-Unis - Australie - 2 : 1 |                               |                             |               |
| 1                              | Rosie Casals                  | Kerry Reid                  | 6-1, 3-6, 5-7 |
| 1                              | Billie Jean King              | Evonne Goolagong            | 7-64, 6-4     |
| 1                              | Rosie Casals Billie Jean King | Evonne Goolagong Kerry Reid | 7-5, 6-3      |

- 1977 (5 tours, 32 équipes) : après une victoire au 1er tour contre l’Autriche, la Suisse au 2e tour, la France en 1/4 de finale et l’Afrique du Sud en 1/2 finale, les États-Unis l’emportent en finale contre l’Australie.

| États-Unis - Australie - 2 : 1 |                          |                           |               |
| 1                              | Billie Jean King         | Dianne Fromholtz          | 6-1, 2-6, 6-2 |
| 1                              | Chris Evert              | Kerry Reid                | 7-5, 6-3      |
| 1                              | Rosie Casals Chris Evert | Kerry Reid Wendy Turnbull | 3-6, 3-6      |

- 1978 (5 tours, 32 équipes) : après une victoire au 1er tour contre la Corée du Sud, la Nouvelle-Zélande au 2e tour, la France en 1/4 de finale et la Grande-Bretagne en 1/2 finale, les États-Unis l’emportent en finale contre l’Australie.

| Australie - États-Unis - 1 : 2 |                           |                              |               |
| 1                              | Kerry Reid                | Tracy Austin                 | 6-3, 6-3      |
| 1                              | Wendy Turnbull            | Chris Evert                  | 6-3, 1-6, 1-6 |
| 1                              | Kerry Reid Wendy Turnbull | Chris Evert Billie Jean King | 6-4, 1-6, 4-6 |

- 1979 (5 tours, 32 équipes) : après une victoire au 1er tour par forfait des Philippines, une victoire contre l’Allemagne de l'Ouest au 2e tour, la France en 1/4 de finale et l’URSS en 1/2 finale, les États-Unis l’emportent en finale contre l’Australie.

| États-Unis - Australie - 3 : 0 |                               |                           |               |
| 1                              | Tracy Austin                  | Kerry Reid                | 6-3, 6-0      |
| 1                              | Chris Evert                   | Dianne Fromholtz          | 2-6, 6-3, 8-6 |
| 1                              | Rosie Casals Billie Jean King | Kerry Reid Wendy Turnbull | 3-6, 6-3, 8-6 |

### 1980 - 1989
- 1980 (5 tours, 32 équipes) : après une victoire au 1er tour contre la Pologne, la Nouvelle-Zélande au 2e tour, l’URSS en 1/4 de finale et la Tchécoslovaquie en 1/2 finale, les États-Unis l’emportent en finale contre l’Australie.

| États-Unis - Australie - 3 : 0 |                           |                            |               |
| 1                              | Chris Evert               | Dianne Fromholtz           | 4-6, 6-1, 6-1 |
| 1                              | Tracy Austin              | Wendy Turnbull             | 6-3, 6-2      |
| 1                              | Rosie Casals Kathy Jordan | Dianne Fromholtz Susan Leo | 2-6, 6-4, 6-4 |

- 1981 (5 tours, 32 équipes) : après une victoire au 1er tour contre la Corée du Sud, l’Espagne au 2e tour, la Roumanie en 1/4 de finale et la Suisse en 1/2 finale, les États-Unis l’emportent en finale contre la Grande-Bretagne.

| États-Unis - Grande-Bretagne - 3 : 0 |                           |                        |          |
| 1                                    | Andrea Jaeger             | Virginia Wade          | 6-3, 6-1 |
| 1                                    | Chris Evert               | Sue Barker             | 6-2, 6-1 |
| 1                                    | Rosie Casals Kathy Jordan | Virginia Wade Jo Durie | 6-4, 7-5 |

- 1982 (5 tours, 32 équipes) : après une victoire au 1er tour contre l’Indonésie, le Mexique au 2e tour, le Brésil en 1/4 de finale et la Tchécoslovaquie en 1/2 finale, les États-Unis l’emportent en finale contre l’Allemagne de l'Ouest.

| États-Unis - Allemagne de l'Ouest - 3 : 0 |                                 |                                    |               |
| 1                                         | Chris Evert                     | Claudia Kohde-Kilsch               | 2-6, 6-1, 6-3 |
| 1                                         | Martina Navrátilová             | Bettina Bunge                      | 6-4, 6-4      |
| 1                                         | Chris Evert Martina Navrátilová | Bettina Bunge Claudia Kohde-Kilsch | 3-6, 6-1, 6-2 |

- 1983 (qualifications + 5 tours, 39 équipes) : après une victoire au 1er tour contre la Norvège, la Suède au 2e tour et la Yougoslavie en 1/4 de finale, les États-Unis s'inclinent en 1/2 finale contre la Tchécoslovaquie.
- 1984 (qualifications + 5 tours, 36 équipes) : après une victoire au 1er tour contre le Mexique, la Suisse au 2e tour et l’Italie en 1/4 de finale, les États-Unis s'inclinent en 1/2 finale contre l’Australie.
- 1985 (qualifications + 5 tours, 38 équipes) : après une victoire au 1er tour contre la Corée du Sud, la Chine au 2e tour, l’Argentine en 1/4 de finale et l’Australie en 1/2 finale, les États-Unis s'inclinent en finale contre la Tchécoslovaquie.

| Tchécoslovaquie - États-Unis - 2 : 1 |                                  |                           |                |
| 1                                    | Helena Suková                    | Elise Burgin              | 6-3, 6-76, 6-4 |
| 1                                    | Hana Mandlíková                  | Kathy Jordan              | 7-5, 6-1       |
| 1                                    | Andrea Holíková Regina Maršíková | Elise Burgin Sharon Walsh | 2-6, 3-6       |

- 1986 (qualifications + 5 tours, 42 équipes) : après une victoire au 1er tour contre la Chine, l’Espagne au 2e tour, l’Italie en 1/4 de finale et l’Allemagne de l'Ouest en 1/2 finale, les États-Unis l’emportent en finale contre la Tchécoslovaquie.

| Tchécoslovaquie - États-Unis - 0 : 3 |                               |                                 |           |
| 1                                    | Helena Suková                 | Chris Evert                     | 5-7, 6-75 |
| 1                                    | Hana Mandlíková               | Martina Navrátilová             | 5-7, 1-6  |
| 1                                    | Hana Mandlíková Helena Suková | Martina Navrátilová Pam Shriver | 4-6, 2-6  |

- 1987 (qualifications + 5 tours, 42 équipes) : après une victoire au 1er tour contre le Japon, la France au 2e tour, la Grande-Bretagne en 1/4 de finale et la Bulgarie en 1/2 finale, les États-Unis s'inclinent en finale contre l’Allemagne de l'Ouest.

| États-Unis - Allemagne de l'Ouest - 1 : 2 |                         |                                  |               |
| 1                                         | Pam Shriver             | Claudia Kohde-Kilsch             | 6-0, 7-6      |
| 1                                         | Chris Evert             | Steffi Graf                      | 2-6, 1-6      |
| 1                                         | Chris Evert Pam Shriver | Steffi Graf Claudia Kohde-Kilsch | 6-1, 5-7, 4-6 |

- 1988 (qualifications + 5 tours, 36 équipes) : après une victoire au 1er tour contre la Suisse, les États-Unis s'inclinent au 2e tour contre la Suède.
- 1989 (qualifications + 5 tours, 40 équipes) : après une victoire au 1er tour contre la Grèce, le Danemark au 2e tour, l’Autriche en 1/4 de finale et la Tchécoslovaquie en 1/2 finale, les États-Unis l’emportent en finale contre l’Espagne.

| États-Unis - Espagne - 3 : 0 |                           |                                   |               |
| 1                            | Chris Evert               | Conchita Martínez                 | 6-3, 6-2      |
| 1                            | Martina Navrátilová       | Arantxa Sánchez                   | 0-6, 6-3, 6-4 |
| 1                            | Zina Garrison Pam Shriver | Conchita Martínez Arantxa Sánchez | 7-5, 6-1      |

### 1990 - 1999
- 1990 (qualifications + 5 tours, 44 équipes) : après une victoire au 1er tour contre la Pologne, la Belgique au 2e tour, la Tchécoslovaquie en 1/4 de finale et l’Autriche en 1/2 finale, les États-Unis l’emportent en finale contre l’URSS.

| États-Unis - URSS - 2 : 1 |                              |                                |               |
| 1                         | Jennifer Capriati            | Leila Meskhi                   | 7-63, 6-2     |
| 1                         | Zina Garrison                | Natasha Zvereva                | 6-4, 3-6, 3-6 |
| 1                         | Gigi Fernández Zina Garrison | Larisa Neiland Natasha Zvereva | 6-4, 6-3      |

- 1991 (qualifications + 5 tours + barrages, 56 équipes) : après une victoire au 1er tour contre les Pays-Bas, la Bulgarie au 2e tour, l’Autriche en 1/4 de finale et la Tchécoslovaquie en 1/2 finale, les États-Unis s'inclinent en finale contre l’Espagne.

| Espagne - États-Unis - 2 : 1 |                                   |                              |                |
| 1                            | Conchita Martínez                 | Jennifer Capriati            | 6-4, 6-73, 1-6 |
| 1                            | Arantxa Sánchez                   | Mary Joe Fernández           | 6-3, 6-4       |
| 1                            | Conchita Martínez Arantxa Sánchez | Gigi Fernández Zina Garrison | 3-6, 6-1, 6-1  |

- 1992 (5 tours + barrages, 32 équipes) : après une victoire au 1er tour contre la Grande-Bretagne, le Danemark au 2e tour et la France en 1/4 de finale, les États-Unis s'inclinent en 1/2 finale contre l’Allemagne.
- 1993 (5 tours + barrages, 32 équipes) : après une victoire au 1er tour contre la Suisse et la Chine au 2e tour, les États-Unis s'inclinent en 1/4 de finale contre l’Argentine.
- 1994 (5 tours, 32 équipes) : après une victoire au 1er tour contre la République tchèque, le Canada au 2e tour, l’Autriche en 1/4 de finale et la France en 1/2 finale, les États-Unis s'inclinent en finale contre l’Espagne.

| Espagne - États-Unis - 3 : 0 |                                   |                                   |          |
| 1                            | Conchita Martínez                 | Mary Joe Fernández                | 6-2, 6-2 |
| 1                            | Arantxa Sánchez                   | Lindsay Davenport                 | 6-2, 6-1 |
| 1                            | Conchita Martínez Arantxa Sánchez | Gigi Fernández Mary Joe Fernández | 6-3, 6-4 |

La compétition change de format à compter de 1995 : la Coupe de la Fédération devient Fed Cup.
- 1995 (3 tours, 8 équipes + groupe mondial II, play-offs I et II) : après une victoire en 1/4 de finale du groupe mondial contre l’Autriche et la France en 1/2 finale, les États-Unis s'inclinent en finale contre l’Espagne.

| Espagne - États-Unis - 3 : 2 Valencia T.C., Valence, Espagne 25 - 26 novembre, Terre (ext.) |                              |                                  |               |
| 1                                                                                           | Conchita Martínez            | Chanda Rubin                     | 7-5, 7-63     |
| 1                                                                                           | Arantxa Sánchez              | Mary Joe Fernández               | 6-3, 6-2      |
| 1                                                                                           | Conchita Martínez            | Mary Joe Fernández               | 6-3, 6-4      |
| 1                                                                                           | Arantxa Sánchez              | Chanda Rubin                     | 6-1, 4-6, 4-6 |
| 1                                                                                           | Virginia Ruano M. A. Sánchez | Lindsay Davenport Gigi Fernández | 3-6, 6-73     |

- 1996 (3 tours, 8 équipes + groupe mondial II, play-offs I et II) : après une victoire en 1/4 de finale du groupe mondial contre l’Autriche et le Japon en 1/2 finale, les États-Unis l’emportent en finale contre l’Espagne[2].

| États-Unis - Espagne - 5 : 0 Convention Centre, Atlantic City, États-Unis 28 - 29 septembre, Moquette (int.) |                               |                                 |               |
| 1 | Monica Seles                  | Conchita Martínez               | 6-2, 6-4      |
| 1 | Lindsay Davenport             | Arantxa Sánchez                 | 7-5, 6-1      |
| 1 | Monica Seles                  | Arantxa Sánchez                 | 3-6, 6-3, 6-1 |
| 1 | Lindsay Davenport             | Gala León García                | 7-5, 6-2      |
| 1 | Mary Joe Fernández Linda Wild | Gala León García Virginia Ruano | 6-1, 6-4      |

- 1997 (3 tours, 8 équipes + groupe mondial II, play-offs I et II) : après une défaite en 1/4 de finale du groupe mondial contre les Pays-Bas, les États-Unis l’emportent en play-offs I contre le Japon.
- 1998 (3 tours, 8 équipes + groupe mondial II, play-offs I et II) : après une victoire en 1/4 de finale du groupe mondial contre les Pays-Bas, les États-Unis s'inclinent en 1/2 finale contre l’Espagne.
- 1999 (3 tours, 8 équipes + groupe mondial II, round robin play-offs) : après une victoire en 1/4 de finale du groupe mondial contre la Croatie et l’Italie en 1/2 finale, les États-Unis l’emportent en finale contre la Russie[3].

| États-Unis - Russie - 4 : 1 Taube Tennis Stadium, Stanford, États-Unis 18 - 19 septembre, Dur (ext.) |                                |                                 |                |
| 1 | Venus Williams                 | Elena Likhovtseva               | 6-3, 6-4       |
| 1 | Lindsay Davenport              | Elena Dementieva                | 6-4, 6-0       |
| 1 | Lindsay Davenport              | Elena Likhovtseva               | 6-4, 6-4       |
| 1 | Venus Williams                 | Elena Dementieva                | 6-1, 3-6, 6-75 |
| 1 | Serena Williams Venus Williams | Elena Dementieva Elena Makarova | 6-2, 6-1       |

### 2000 - 2009
- 2000 (round robin + 2 tours, 13 équipes) : après une victoire en 1/2 finale du groupe mondial contre la Belgique, les États-Unis l’emportent en finale contre l’Espagne[4].

| États-Unis - Espagne - 5 : 0 Mandalay Bay Resort, Las Vegas, États-Unis 24 - 25 novembre, Moquette (int.) |                                |                            |               |
| 1 | Monica Seles                   | Conchita Martínez          | 6-2, 6-3      |
| 1 | Lindsay Davenport              | Arantxa Sánchez            | 6-2, 1-6, 6-3 |
| 1 | Lindsay Davenport              | Conchita Martínez          | 6-1, 6-2      |
| 1 | Jennifer Capriati              | Arantxa Sánchez            | 6-1, 1-0, ab. |
| 1 | Jennifer Capriati Lisa Raymond | Virginia Ruano Magüi Serna | 4-6, 6-4, 6-2 |

- 2001 : Directement qualifié pour la finale en tant que tenant du titre, les États-Unis déclarent forfait pour raison de sécurité à la suite des attentats du 11 septembre.
- 2002 (4 tours, 16 équipes + play-offs) : après une défaite au 1er tour du groupe mondial contre l’Autriche, les États-Unis l’emportent en play-offs I contre  Israël.
- 2003 (4 tours, 16 équipes + play-offs) : après une victoire au 1er tour du groupe mondial contre la République tchèque, l’Italie en 1/4 de finale et la Belgique en 1/2 finale, les États-Unis s'inclinent en finale contre la France.

| États-Unis - France - 1 : 4 Olympic Stadium, Moscou, Russie 22 - 23 novembre, Moquette (int.) |                                  |                             |               |
| 1                                                                                             | Lisa Raymond                     | Amélie Mauresmo             | 4-6, 3-6      |
| 1                                                                                             | Meghann Shaughnessy              | Mary Pierce                 | 3-6, 6-3, 6-8 |
| 1                                                                                             | Meghann Shaughnessy              | Amélie Mauresmo             | 2-6, 1-6      |
| 1                                                                                             | Alexandra Stevenson              | Émilie Loit                 | 4-6, 2-6      |
| 1                                                                                             | Martina Navrátilová Lisa Raymond | Stéphanie Cohen Émilie Loit | 6-4, 6-0      |

- 2004 (4 tours, 16 équipes + play-offs) : après une victoire au 1er tour du groupe mondial contre la Slovénie, les États-Unis s'inclinent en 1/4 de finale contre l’Autriche.
- 2005 (3 tours, 8 équipes + groupe mondial II, play-offs I et II) : après une victoire en 1/4 de finale du groupe mondial contre la Belgique, les États-Unis s'inclinent en 1/2 finale contre la Russie.
- 2006 (3 tours, 8 équipes + groupe mondial II, play-offs I et II) : après une victoire en 1/4 de finale du groupe mondial contre l’Allemagne, les États-Unis s'inclinent en 1/2 finale contre la Belgique.
- 2007 (3 tours, 8 équipes + groupe mondial II, play-offs I et II) : après une victoire en 1/4 de finale du groupe mondial contre la Belgique, les États-Unis s'inclinent en 1/2 finale contre la Russie.
- 2008 (3 tours, 8 équipes + groupe mondial II, play-offs I et II) : après une victoire en 1/4 de finale du groupe mondial contre l’Allemagne, les États-Unis s'inclinent en 1/2 finale contre la Russie.
- 2009 (3 tours, 8 équipes + groupe mondial II, play-offs I et II) : après une victoire en 1/4 de finale du groupe mondial contre l’Argentine et la République tchèque en 1/2 finale, les États-Unis s'inclinent en finale contre l’Italie.

| Italie - États-Unis - 4 : 0 Circolo del Tennis "Rocco Polimeni", Reggio de Calabre, Italie 07 - 08 novembre, Terre (ext.) |                           |                         |                  |
| 1 | Flavia Pennetta           | Alexa Glatch            | 6-3, 6-1         |
| 1 | Francesca Schiavone       | Melanie Oudin           | 7-62, 6-2        |
| 1 | Flavia Pennetta           | Melanie Oudin           | 7-5, 6-2         |
| 1 | Francesca Schiavone       | Alexa Glatch            | Non joué         |
| 1 | Sara Errani Roberta Vinci | Liezel Huber Vania King | 4-6, 6-3, [11-9] |

### 2010 - 2017
- 2010 (3 tours, 8 équipes + groupe mondial II, play-offs I et II) : après une victoire en 1/4 de finale du groupe mondial contre la France et la Russie en 1/2 finale, les États-Unis s'inclinent en finale contre l'Italie.

| États-Unis - Italie - 1 : 3 San Diego Sports Arena, San Diego, États-Unis 06 - 07 novembre, Dur (int.) |                            |                           |           |
| 1 | Coco Vandeweghe            | Francesca Schiavone       | 2-6, 4-6  |
| 1 | Bethanie Mattek            | Flavia Pennetta           | 6-74, 2-6 |
| 1 | Melanie Oudin              | Francesca Schiavone       | 6-3, 6-1  |
| 1 | Coco Vandeweghe            | Flavia Pennetta           | 1-6, 2-6  |
| 1 | Liezel Huber Melanie Oudin | Sara Errani Roberta Vinci | Non joué  |

- 2011 (3 tours, 8 équipes + groupe mondial II, play-offs I et II) : après une défaite en 1/4 de finale du groupe mondial contre la Belgique, les États-Unis s'inclinent en play-offs I contre l'Allemagne.
- 2012 (3 tours, 8 équipes + groupe mondial II, play-offs I et II) : après une victoire en groupe mondial II contre la Biélorussie, les États-Unis l’emportent en play-offs I contre l'Ukraine.
- 2013 (3 tours, 8 équipes + groupe mondial II, play-offs I et II) : après une défaite au 1er tour du groupe mondial contre l'Italie, les États-Unis l’emportent en play-offs I contre la Suède.
- 2014 (3 tours, 8 équipes + groupe mondial II, play-offs I et II) : après une défaite au 1er tour du groupe mondial contre l'Italie, les États-Unis s'inclinent en play-offs I contre la France.
- 2015 (3 tours, 8 équipes + groupe mondial II, play-offs I et II) : après une victoire en groupe mondial II contre l'Argentine, les États-Unis s'inclinent en play-offs I contre l'Italie.
- 2016 (3 tours, 8 équipes + groupe mondial II, play-offs I et II) : après une victoire en groupe mondial II contre la Pologne, les États-Unis l'emportent en play-offs I contre l'Australie.
- 2017 (3 tours, 8 équipes + groupe mondial II, play-offs I et II) : après une victoire en groupe mondial contre l'Allemagne en 1/4 de finale puis contre la République tchèque en 1/2 finale, les États-Unis l'emportent en finale contre la Biélorussie.

| Biélorussie – États-Unis - 2 : 3 Tchyjowka-Arena, Minsk, Biélorussie 11 - 12 novembre, Dur (int.) |                                       |                               |               |
| 1                                                                                                 | Aliaksandra Sasnovich                 | Coco Vandeweghe               | 4-6, 4-6      |
| 1                                                                                                 | Aryna Sabalenka                       | Sloane Stephens               | 6-3, 3-6, 6-4 |
| 1                                                                                                 | Aryna Sabalenka                       | Coco Vandeweghe               | 65-7, 1-6     |
| 1                                                                                                 | Aliaksandra Sasnovich                 | Sloane Stephens               | 4-6, 6-1, 8-6 |
| 1                                                                                                 | Aryna Sabalenka Aliaksandra Sasnovich | Shelby Rogers Coco Vandeweghe | 3-6, 63-7     |

- 2018 (3 tours, 8 équipes + groupe mondial II, play-offs I et II) : après une victoire en 1/4 de finale du groupe mondial contre les Pays-Bas et la France en 1/2 finale, les États-Unis s'inclinent en finale contre la République tchèque.

| République tchèque – États-Unis - 3 : 0 O2 Arena, Prague, République tchèque 10 - 11 novembre, Dur (int.) |                                       |                                  |                |
| 1 | Barbora Strýcová                      | Sofia Kenin                      | 65-7, 6-1, 6-4 |
| 1 | Kateřina Siniaková                    | Alison Riske                     | 6-3, 7-62      |
| 1 | Kateřina Siniaková                    | Sofia Kenin                      | 7-5, 5-7, 7-5  |
| 1 | Barbora Strýcová                      | Alison Riske                     | Non joué       |
| 1 | Barbora Krejčíková Kateřina Siniaková | Danielle Collins Nicole Melichar | Non joué       |

## Bilan de l'équipe
Résultats des confrontations entre les États-Unis et ses adversaires les plus fréquents (3 rencontres minimum dans les groupes mondiaux).
| #  | Adversaires        | Rencontres | Victoires | Défaites | % victoires |
| -- | ------------------ | ---------- | --------- | -------- | ----------- |
| 1  | Italie             | 14         | 9         | 5        | 64 %        |
| 2  | France             | 13         | 11        | 2        | 85 %        |
| 3  | Australie          | 14         | 9         | 5        | 64 %        |
| 4  | Grande-Bretagne    | 10         | 9         | 1        | 90 %        |
| 5  | Autriche           | 9          | 7         | 2        | 78 %        |
| 6  | Allemagne          | 14         | 9         | 5        | 64 %        |
| 7  | Espagne            | 9          | 5         | 4        | 56 %        |
| 8  | Suisse             | 8          | 8         | 0        | 100 %       |
| 9  | République tchèque | 12         | 10        | 2        | 83 %        |
| 10 | Pays-Bas           | 8          | 6         | 2        | 75 %        |
| 11 | Belgique           | 7          | 5         | 2        | 71 %        |
| 12 | Afrique du Sud     | 6          | 5         | 1        | 83 %        |
| 13 | Argentine          | 5          | 4         | 1        | 80 %        |
| 14 | Suède              | 5          | 4         | 1        | 80 %        |
| 15 | Russie             | 5          | 2         | 3        | 40 %        |
| 16 | Corée du Sud       | 4          | 4         | 0        | 100 %       |
| 17 | Serbie             | 4          | 4         | 0        | 100 %       |
| 18 | Pologne            | 4          | 4         | 0        | 100 %       |
| 19 | Chine              | 3          | 3         | 0        | 100 %       |
| 20 | Japon              | 3          | 3         | 0        | 100 %       |
| 21 | URSS               | 3          | 3         | 0        | 100 %       |
| 22 | Tchécoslovaquie    | 3          | 3         | 0        | 100 %       |

## Bilan des joueuses les plus sélectionnées
Ce bilan est calculé sur la base des rencontres officielles des groupes mondiaux et barrages I et II. Les rencontres des tableaux dits de « consolation » et celles par « zones géographiques » ne sont pas prises en compte. Les joueuses comptant moins de 5 sélections ne sont pas reprises dans le tableau.
| #  | Joueuses                 | De   | à    | Sélections | Matchs | Victoires | Défaites | % victoires |
| -- | ------------------------ | ---- | ---- | ---------- | ------ | --------- | -------- | ----------- |
| 1  | Andrea Jaeger            | 1981 | 1983 | 9          | 9      | 8         | 1        | 89 %        |
| 2  | Bethanie Mattek          | 2009 | 2017 | 9          | 15     | 9         | 6        | 60 %        |
| 3  | Billie Jean King         | 1963 | 1979 | 36         | 58     | 53        | 5        | 91 %        |
| 4  | Carole Caldwell Graebner | 1963 | 1966 | 10         | 13     | 11        | 2        | 85 %        |
| 5  | Chanda Rubin             | 1995 | 2004 | 5          | 11     | 8         | 3        | 73 %        |
| 6  | Chris Evert              | 1977 | 1989 | 42         | 61     | 57        | 4        | 93 %        |
| 7  | Christina McHale         | 2010 | 2016 | 7          | 10     | 5         | 5        | 50 %        |
| 8  | Coco Vandeweghe          | 2010 | 2017 | 7          | 15     | 12        | 3        | 80 %        |
| 9  | Debbie Graham            | 1992 | 1993 | 5          | 5      | 5         | 0        | 100 %       |
| 10 | Gigi Fernández           | 1988 | 1997 | 25         | 26     | 23        | 3        | 88 %        |
| 11 | Jennifer Capriati        | 1990 | 2002 | 14         | 16     | 11        | 5        | 69 %        |
| 12 | Jill Craybas             | 2004 | 2009 | 5          | 8      | 3         | 5        | 38 %        |
| 13 | Julie Heldman            | 1966 | 1975 | 19         | 30     | 21        | 9        | 70 %        |
| 14 | Kathy Jordan             | 1980 | 1985 | 19         | 27     | 23        | 4        | 85 %        |
| 15 | Liezel Huber             | 2008 | 2013 | 12         | 12     | 8         | 4        | 67 %        |
| 16 | Linda Tuero              | 1972 | 1973 | 7          | 7      | 5         | 2        | 71 %        |
| 17 | Lindsay Davenport        | 1993 | 2008 | 20         | 36     | 33        | 3        | 92 %        |
| 18 | Lisa Raymond             | 1997 | 2008 | 15         | 23     | 14        | 9        | 61 %        |
| 19 | Lori McNeil              | 1988 | 1993 | 9          | 11     | 6         | 5        | 55 %        |
| 20 | Martina Navrátilová      | 1982 | 2004 | 20         | 32     | 31        | 1        | 97 %        |
| 21 | Mary Joe Fernández       | 1991 | 1998 | 18         | 26     | 16        | 10       | 62 %        |
| 22 | Mary-Ann Eisel           | 1968 | 1970 | 6          | 9      | 5         | 4        | 56 %        |
| 23 | Meghann Shaughnessy      | 2002 | 2003 | 5          | 8      | 4         | 4        | 50 %        |
| 24 | Melanie Oudin            | 2009 | 2011 | 7          | 14     | 5         | 9        | 36 %        |
| 25 | Monica Seles             | 1996 | 2002 | 10         | 19     | 17        | 2        | 89 %        |
| 26 | Nancy Richey             | 1964 | 1969 | 11         | 17     | 15        | 2        | 88 %        |
| 27 | Pam Shriver              | 1986 | 1992 | 17         | 20     | 19        | 1        | 95 %        |
| 28 | Patti Hogan              | 1970 | 1973 | 6          | 11     | 7         | 4        | 64 %        |
| 29 | Peaches Bartkowicz       | 1969 | 1970 | 7          | 7      | 7         | 0        | 100 %       |
| 30 | Rosie Casals             | 1967 | 1981 | 29         | 36     | 34        | 2        | 94 %        |
| 31 | Serena Williams          | 1999 | 2015 | 9          | 17     | 16        | 1        | 94 %        |
| 32 | Sharon Walsh             | 1970 | 1985 | 17         | 20     | 14        | 6        | 70 %        |
| 33 | Tracy Austin             | 1978 | 1980 | 14         | 14     | 13        | 1        | 93 %        |
| 34 | Vania King               | 2006 | 2011 | 8          | 12     | 5         | 7        | 42 %        |
| 35 | Venus Williams           | 1999 | 2015 | 11         | 26     | 21        | 5        | 81 %        |
| 36 | Zina Garrison            | 1984 | 1994 | 23         | 27     | 22        | 5        | 81 %        |